# Phyllodromica graeca
Phyllodromica graeca är en kackerlacksart som först beskrevs av Brunner von Wattenwyl 1882.  Phyllodromica graeca ingår i släktet Phyllodromica och familjen småkackerlackor. Inga underarter finns listade i Catalogue of Life.